# Mogens Hoff
Mogens Hoff, född 7 november 1934 i Frederiksberg, död 15 december 2008, var en dansk konstnär och författare.
Som ung fick han ett stipendium från Norsk Kulturfond, och utvecklade sin talang dels genom undervisning i Danmark, men också vid många besök utomlands. Hoff fick lektioner av skulptören Henry Luckow-Nielsen. Han har deltagit i flera censurerade utställningar, och även i många privata och officiella konstföreningar. Han har sålt flera verk till Statens Museum for Kunst och till Statens konstfond (Statens Kunstfond).
Hoff fick i sin ungdom intryck av lyrisk-abstrakt konst under en vistelse i Paris och målade popkonstbilder under en kort period i slutet av 1960-talet. Under de följande tio åren fann han sin måleriskt-koloristiska stil förankrad i naturstudier och med ämnen från bl.a. Afrikansk natur och djurliv. På 1970-talet reste han till Kenya och turkanafolket. Under 1970- och 1980-talen återvände han flera gånger till Kenya och gav ut illustrerade böcker med koppling till dessa resor. En utställning visades 1980 på Etnografiska museet, Stockholm, där Hoff skildrade turkanas liv. På Etnografiska museet i Stockholm finns även föremåls- och bildsamlingar från en resa Hoff gjorde 1983.
På 1980-talet arbetade Hoff även med landskap med mytologiska ämnen, ibland inspirerade av äldre målningar.
Hoffs morfar var målare och som målardotter och djupt romantisk själ var hans mamma övertygad om att det bästa man kunde vara var konstnär. Morfaderns målningar hängde överallt i Hoffs barndomshem.